# 柳比托韋
51°23′1″N 33°14′46″E / 51.38361°N 33.24611°E
柳比托韋（烏克蘭語：Любитове）是位於烏克蘭東北部的村莊，由蘇梅州科諾托普區的克羅萊韋茨市鎮負責管轄。該村處於謝伊姆河右岸，分別距離諾韋1.5公里和扎博洛托韋8公里，海拔高度123米，2001年人口288。